# 왕원희
문명황후 왕씨(文明皇后 王氏, 217년 ~ 268년)는 중국 삼국시대 위나라 ~ 진나라의의 인물로, 서진의 황태후이다. 왕랑의 손녀이자, 왕숙(王肅)의 딸이다. 사마의의 아들 사마소와 혼인하여 훗날 진나라 황제가 되는 사마염을 낳았다. 이름은 왕원희(王元姫)이며, 시호는 문명황후(文明皇后)이다.

## 생애
8세 때 시경과 논어를 암송하였고, 이치에 맞는것을 더욱 옳게 여기게 됐으며, 참으로 문장의 뜻에 있어서는 눈으로 한번 보면 반드시 마음속에 담아두곤 하였다. 9세에, 그녀의 어머니인 평양정군 양씨(平陽靖君 羊氏)가 병에 걸리자 그녀는 어머니를 모시며 옷을 갈아입지 않을 정도로 곁에서 쉬지 않고 문병을 하였다. 매번 윗사람을 헤아리며 뜻을 살피고, 알맞은 경우에 행하여, 이로 인해 부모는 집안일을 다스리게 하니, 늘 도리를 다하였다. 그녀의 할아버지인 왕랑이 그녀를 매우 아끼며 “우리 가문을 흥성케 할 사람은 저 아이다. 다만 안타까운 것은 저 아이가 남자로 태어나지 않은 것이다!” 라고 하였다.
비녀를 꽂을 나이가 되자 그녀는 사마소에게 시집을 가서 사마염, 사마유, 사마조(司馬兆), 사마정국(司馬定國), 사마광덕(司馬廣德), 경조장공주(京兆長公主)를 낳았다. 그녀는 시부모를 섬김에 있어 아내의 도리를 다했고, 겸손하고 온화하게 아랫사람을 대하여 비빈들에게 질서가 있었다.
어느날 종회가 재능으로 사마소에게 중용되자 그녀는 “종회는 이득을 보면 정의를 잊고 사단을 일으키길 좋아하여 총애가 과하면 반드시 난리를 일으킬 사람이니 중용해서는 안됩니다.” 라고 언제나 사마소에게 고하였고, 그 후 마침내 종회는 반란을 일으켰다. 그뒤 264년 사마소가 진 왕에 오르자 그녀는 진 왕비가 되었다.
265년에 남편 사마소가 사망하고, 장남 사마염이 뒤를 이은 후 위로부터 선양을 받아 진나라를 세워 세조 무제(世祖 武帝)로 즉위하자, 그녀는 황태후가 되어 숭화궁(崇化宮)에 거처하게 되었다. 처음에 궁경을 두며, 직책을 신중히 가렸으며, 비록 고귀한 자리에 있었으나 옛날의 일을 잊지 않고 항상 검소한 생활을 하였다. 그리고 268년에 52세의 나이로 사망하여 숭양릉(崇陽陵)에 사마소와 같이 합장 되었다.

## 사후
그녀가 죽은 후에 장차 합장하려는 때 사마염이 손수 모후의 덕행을 나열해가며 사관으로 하여금 애사를 짓게 하였는데 그 애사는 다음과 같다.
| “ | 크나큰 명덕을 가진 선후여 우리 진나라를 진흥시켰네. 찬란한 말씀과 아름다운 물음은 선황을 보익했네 그 덕을 힘써 행하고 이치에 순응하니 광대한 제업을 열었네. 외롭고 어리석은 사람에게 복택을 보내어 선조의 유업을 보존할 수 있게 하였네. 본래 장구토록 교육받고 영원토록 장수하길 바랬건만 지금 홀연히 세상을 떠났으니 나를 버린 것이 어찌도 이리 빠른 것인가? 슬픔은 말로 형용할 수 없을 정도이니 누가 하늘이 이렇게 세상일을 안배할 거라고 생각했겠는가! 아~ 슬프구나! 백성들이 처음 생겨날 때 은혜를 베풀어 평안을 내렸네 하늘이 밝고도 어진 덕으로 선황을 돌보셨네 하늘이 선황의 배필을 고르셔서 확립하시니 내 선황은 이로 말미암아 영명을 날리게 되었네 나라를 흥건시키고 아름다운 이름이 사방으로 퍼져나갔네 가련한 우리들은 장구한 비호가 없어 하늘의 재앙이 내려졌네 해가 진 것이 마치 명이(明夷)의 괘상 같은데 황후께서는 중년에 돌아가셨네 외로움과 고통에 처하여서 근심하다 병을 얻으니 항상 아프기가 창자가 끊어질 것 같네 고상한 덕행 사모함을 회상하니 진실로 사람으로 하여금 감탄을 금치 못하게 하네 동해와 태산이 신령을 내려 세대가 상서로운 복택의 은덕을 받게 되었네 우리에게 장구한 국운을 주시어 현덕한 후비를 내려주셨네 능히 순수하고 올바른데다 화평하게 천명을 받으니 모습과 행동이 장엄하고 조심스럽네 바탕이 진실하고 정직하여 굳게 곧음을 지키고 변하지 않았으니 친히 몸으로 효우의 도리를 실천했네 시경과 서경을 좋아했고 법제와 전적에 밝게 통했네 끝까지 삼종의 덕을 위배하지 않았고 마땅한 곳에 처하여서 집안을 다스리는 도리를 행했네 선후를 추모하니 부지런하고 겸양한 미덕을 숭상하게 되네 애초에 결혼하지 않았을 때는 모든 힘을 다해 부모를 모시더니 큰 나라에 시집온 후로는 노력을 다해 제왕을 보좌했네 조용하고 두터워 풍속을 이루고 제왕의 일이 이로부터 말미암아 이루어졌네 안으로는 비빈들을 정연하고 질서있게 했으며 밖으로는 당시 사람들의 소망에 합치되게 하였네 신의있게 행동하고 합당하게 일처리 하였으니 덕행이 통하여 널리 퍼졌네 근면하고 게으르지 아니하며 신고하게 허물을 고치고 자신의 사욕을 이겨 겸양을 얻었네 검소함을 숭상하고 사치스럽고 화려한 것을 반대했으니 겸손하고 순박했기 때문이네 비록 숭고한 지위를 향유했으나 도리어 즐거움을 다하지 않았네 어찌 저를 버리고 가실수가 있으며 이후에 저로 하여금 누구에게 의지하여 살게 하시렵니까? 나의 불행을 슬퍼하고 탄식하니 커다란 징벌이 연달아 도래했네 선황께서 세상을 떠나시고 불과 3년이 지났는데 나는 어머니를 모시면서 다시는 이런 재앙이 없기를 빌었거늘 누가 이런 흉한 재앙이 연달아 강림할 것을 헤아렸는가? 나는 하늘에게 무슨 죄를 지었단 말인가? 아~ 슬프구나! 영거가 새벽에 출행하려 하는데 궁중에서는 이미 거리제를 안배 했네 상거가 움직일 때 과거의 일은 다시 붙잡아 돌이킬 방법이 없네 가련한 어머니여 신령이 영원히 잠기게 되었네 앞으로 나아가 관목을 붙잡으며 사방의 송장을 위한 깃발 돌아보니 마음속이 황공스럽고 비통하여 누구에게 하소연하며 누구를 의지하겠는가? 충정을 말함으로써 애도문을 헌상하여 이것으로 내 심중의 비통함을 펼치니 당신께서 만약 들으실수 있다면 이 아버지도 없고 어머니도 없는 고아를 돌아보십시오. 아~ 슬프구나! | ” |

이후에도 사마염의 추모는 끊이지 않아 다시 조서를 내렸는데 “외증조모(外曾祖母) 고(故) 사도(司徒) 왕랑의 부인 양씨(羊氏), 외삼촌은 지극히 존귀한 가문이고 정씨와 유씨 2명의 이모는 선후와 지극히 친한 사람들이다. 항상 그 미덕과 친척과 화목하라는 유지를 생각 할때면 위양(渭陽)의 감상은 영원히 생각하더라도 미칠 수 없는 바이다. 양부인(楊夫人)과 이모 2명을 향군(鄉君)에 봉하고 식읍을 각 5백호로 한다.”하였다.

## 왕원희의 가족관계
- 조부 : 왕랑
  - 부 : 왕숙
  - 모 : 평양정군 양씨
    - 동생 : 왕개

  - 시부 : 사마의(고조 선황제)
  - 시모 : 장춘화(선목황후 장씨)
    - 시숙 : 사마사(세종 경황제)
    - 손윗동서 : 하후휘(경회황후 하후씨)
    - 손윗동서 : 양휘유(경헌황후 양씨)
    - 남편 : 사마소(태조 문황제)
      - 아들 : 사마염(세조 무황제)
      - 며느리: 양염(무원황후 양씨)
      - 며느리: 양지(무도황후 양씨)
      - 아들 : 사마유
      - 아들 : 사마조
      - 아들 : 사마정국
      - 아들 : 사마광덕
      - 딸 : 경조공주

    - 시동생 : 사마간
    - 시누이 : 남양공주

## 같이 보기
- 삼국지 인물 목록